# Bengt Nordwall
Bengt Nordwall, Bengt Erik Nordvall, född 3 januari 1924 i Skänninge, död 10 maj 1985 i Upplands Väsby, var en svensk filmfotograf.
Nordwall började vid Europafilm som B-fotograf 1945–1946. Därefter var han tre år hos Svensk Kulturfilm, frilans under cirka tre år och vid Svensk Filmindustri som B-fotograf 1952–1955. Därefter vara han verksam som fotograf vid SR. Nordwall är begravd på Alfta kyrkogård.

## Filmfoto i urval
- 1968 – Markurells i Wadköping (TV-serie)